# ژاوتونگ
ژاوتونگ (به لاتین: Zhaotong) یک شهر مرکزی در جمهوری خلق چین است که در یون‌نان واقع شده‌است. ژاوتونگ ۲۳٬۱۹۲ کیلومتر مربع مساحت و ۵٬۴۵۹٬۰۰۰ نفر جمعیت دارد و ۱٬۹۲۶ متر بالاتر از سطح دریا واقع شده‌است.